# Giovanni Battista Consiglieri
Giovanni Battista Consiglieri (né à Rome, capitale de l'Italie, alors dans les États pontificaux, en 1491, et mort à Rome, le 25 août 1559) est un cardinal italien du XVIe siècle.

## Biographie
Consiglieri est marié et a deux filles. Il entre dans l'état ecclésiastique après la mort de son épouse. Consiglieri est clerc romain, protonotaire apostolique et président de la Chambre apostolique.
Il est créé cardinal par le pape Paul IV lors du consistoire du 15 mars 1557.